# 푸자 쿠마르

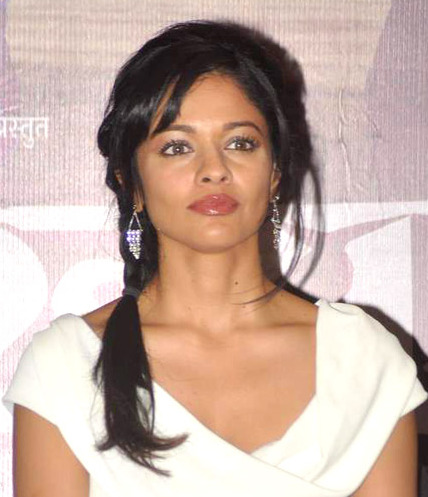

푸자 쿠마르(Pooja Kumar, 1977년 2월 4일 ~ )는 인도의 모델, 진행자, 텔레비전 프로듀서, 배우이다.
세인트루이스에서 태어났다.

## 영화
- 시바란자니 앤드 투 아더 우먼 (2018년)
- 브롤 인 셀 블록 99 (2017년) - 데니스 파우서 역
- 최고의 악당 (2015년)
- 비쉬와루팜 (2013년) - 의사 니루파마 역
- 맨 온 렛지 (2012년) - 잉글랜더 비서 역
- 블루스를 부르는 시타 (2008년)
- 나이트 오브 헨나 (2005년)
- 풍미 (2003년)